# Panicum heliophilum
Panicum heliophilum là một loài thực vật có hoa trong họ Hòa thảo. Loài này được Chase ex Zuloaga & Morrone mô tả khoa học đầu tiên năm 1991.